# Eugen Bregant
Eugen Bregant (Trieste, 29 gennaio 1875 – Graz, 18 novembre 1936) è stato un militare austriaco, che ha raggiunto il grado di maggior generale.
È stato comandante del I reggimento di fanteria, nonché un ufficiale nell'esercito della prima repubblica austriaca. Il fratello minore è stato un famoso cavallerizzo e l'ultimo ispettore di cavalleria nelle forze armate della prima repubblica austriaca, il generale Camillo Bregant.

## Carriera

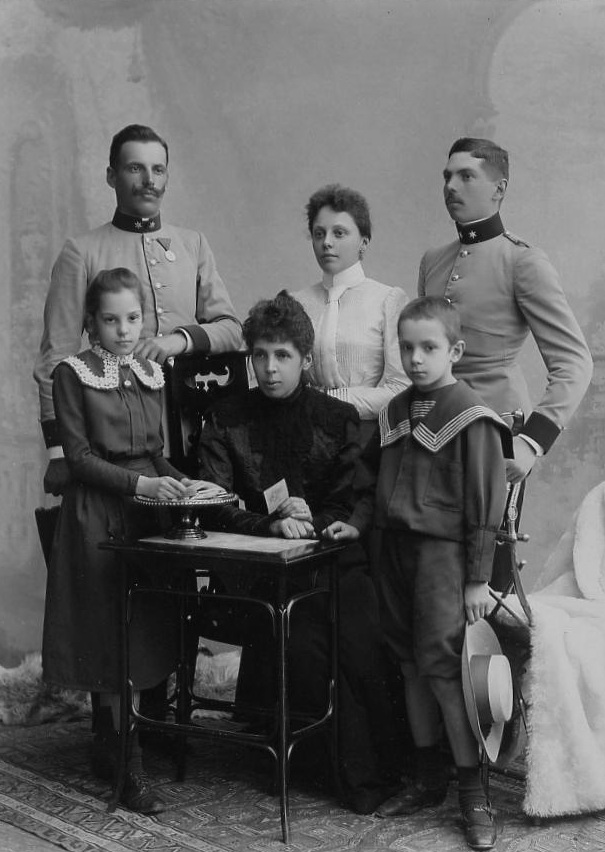
Eugen Bregant con la sua famiglia (in piedi a sinistra)

Eugen Bregant entrò come volontario annuale il 1º ottobre 1893 nel Imperiale e regio Esercito austro-ungarico presso il 97º reggimento di fanteria a Trieste e fu distaccato al 4º Reggimento Fanteria "Klagenfurt" del kaiserlich-königliche Landwehr (che apparteneva al k.k. Gebirgstruppe e che fu denominato, dall'11 aprile 1917, 1° Gebirgs-Schützenregiment). A causa di studi giuridici sospesi presso l'Università di Graz, interruppe il suo servizio nel periodo 1894-1897 e nel 1901.
Durante la prima guerra mondiale l'impiego del 1° k.u.k Schützenregiment nel 1914 fu in Galizia, nella prima battaglia di Leopoli, e dal 1915 fino alla fine della guerra sul fronte dell'Isonzo nelle Alpi Carniche, da Tarvisio al passo del Predil. Nel 1915 Bregant fu impegnato in diverse missioni di combattimento, tra cui passo dell'Oregone, l'assalto di Monte Peralba e al Hohen Trieb. Dal 1916 fino alla fine della guerra, fu comandante di un battaglione di mitragliatrice (LIB n° 157), 1917 capo comandante della posizione in altezza Zollner, partecipando a diverse battaglie dell'Isonzo e il successivo utilizzo di diversi punti focali della parte anteriore del Piave a Stelvio. Il 4 novembre 1918 Bregant è andato con il LIB n° 157 a seguito della austriaco Esercito Comando (AOK) con 36 ore di anticipo pronunciamenti accordi di cessate il fuoco a Ponte di Arco in Alto Adige nei prigionieri di guerra italiani, dai quali esce solo il 4 agosto 1919.
Pluridecorato con la Ordine Imperiale di Leopoldo, la Ordine della Corona di Ferro di III classe dell'impero d'Austria, la croce al merito militare III classe e due volte insignito di un bronzo Medaglia al merito militare sulla banda rossa ornati tutti con decorazione di guerra e spade, vari altri premi, così come la Croce di Carlo per la truppa Bregant da la guerra in casa. La domanda per l'assegnazione dell'Ordine militare di Maria Teresa non è stato fatto a causa della guerra.
Il 1º maggio 1918, in qualità di undicesimo nella classifica dei maggiori, dopo 23 anni di servizio, fu inserito nell'esercito austriaco. Dal 1º maggio 1921, dopo che era stato promosso tenente colonnello, fu assegnato come ufficiale al quinto battaglione ciclisti. Dal marzo 1922 ufficiale per uso speciale, nel 1923 stanziato il Reggimento Alpini No. 11 e 10, nel mese di agosto 1926 è comandante del reggimento Alpini no. 1. Dopo essere stato nominato nel marzo 1927, il generale, si ritirò nel 1928.

## Ferite
- Ferita da colpo d'arma da fuoco al braccio, con lesioni dei nervi (1914)
- Lesione da schegge di pietra all'avambraccio destro (1916).[5]